# Tschechoslowakischer Fußballpokal
Der tschechoslowakische Fußballpokal (tschechisch: Československý Pohár) war ein Fußball-Pokalwettbewerb für tschechoslowakische Vereinsmannschaften. Er wurde von 1960/61 bis 1992/93 jährlich vom tschechoslowakischen Fußballverband veranstaltet.

## Vorläufer
Die Vereine Mittelböhmens, allen voran die Prager Mannschaften konnten lange Zeit die Entstehung eines landesweiten Pokalwettbewerbs verhindern, da ihr eigener Pokal (tschechisch: Středočeský Pohár, siehe dazu: Tschechischer Pokal) dadurch an Bedeutung verloren hätte. In der Saison 1938/39 gelang es dem damaligen tschechoslowakischen Fußballverband dann doch, zum ersten Mal einen landesweiten Pokalwettbewerb zu organisieren. Die erste Runde war gespielt, doch das Münchner Abkommen führte dazu, dass der Wettbewerb nicht fertig gespielt wurde. Erst 1951 wurde ein tschechoslowakischer Pokalwettbewerb organisiert. An diesen nahmen jedoch nur unterklassige Mannschaften teil, nicht jedoch Erstligisten. Ab dem Viertelfinale diente er als Qualifikation zur 1. Liga. Auch 1952 wurde ein Pokal ausgespielt, der andere Besonderheiten aufwies: An der Endrunde durfte nur ein Verein eines Wirtschaftszweiges teilnehmen, nach denen die Klubs damals organisiert waren. In den letzten Runden wurden die Mannschaften mit weiteren Spielern aus anderen Mannschaften desselben Wirtschaftszweiges verstärkt.
Sowohl der Wettbewerb 1951 als auch der von 1952 sind deshalb nicht offiziell.

## Modus
1960/61 war der Wettbewerb in einen tschechischen und einen slowakischen Teil gegliedert, ohne dass dies eigenständige Pokalwettbewerbe waren. Die beiden Sieger trafen in einem Finale aufeinander. Von 1961/62 bis 1968/69 wurde der Pokal landesweit in einem Wettbewerb ausgetragen. Bis zum Finale wurden einfache K.-o.-Runden gespielt, das Finale fand in Hin- und Rückspiel statt. Dies galt nicht 1964 und 1965, als auch das Finale nur in einem Spiel ausgetragen wurde. Von 1969/70 bestand der tschechoslowakische Pokal lediglich aus dem Aufeinandertreffen des tschechischen Pokalsiegers mit dem slowakischen Pokalsieger. Dieses fand bis 1976 in Hin- und Rückspiel statt, seit 1977 wurde der Sieger in einer einzigen Begegnung ermittelt. Von 1977 bis 1984 fand dieses jeweils abwechselnd in den Hauptstädten Prag und Bratislava statt, ab 1985 bis 1993 in kleineren Städten und Stadien in Tschechien und der Slowakei.

## Pokalüberraschungen
Die größte Sensation ereignete sich im letzten Spieljahr 1992/93. Der damalige Zweitligist 1. FC Košice schlug den frisch gekürten Tschechoslowakischen Meister Sparta Prag mit 5:1. 1968/69 erreichte der damalige Zweitligist VCHZ Pardubice das Finale, wo er nur knapp mit 1:1 und 0:1 Dukla Prag unterlag. Dies war auch das einzige Jahr, in dem sich zwei tschechische Vereine im Endspiel gegenüberstanden. VCHZ Pardubice stieg ein Jahr später sogar in die 3. Liga ab. 1991/92 stand der damalige Zweitligist Spartak Trnava im Finale, unterlag jedoch deutlich Baník Ostrava.

## Die Endspiele im Überblick
| Saison   | Datum                   | Austragungsort                                         | Sieger                | Ergebnis                   | Finalist                 |
| -------- | ----------------------- | ------------------------------------------------------ | --------------------- | -------------------------- | ------------------------ |
| 01960/61 | 003.12.1961             | Stadion míru, Olmütz                                   | FK Dukla Prag         | 3:0                        | Dynamo Žilina            |
| 01961/62 | 002.12.1962 017.07.1963 | Gottwaldov Stadion Jana Švermy, Brünn                  | ŠK Slovan Bratislava  | 1:1 / 4:1                  | FK Dukla Prag            |
| 01962/63 | 024.07.1963 031.07.1963 | Stadion primátora Vacka, Prag Tehelné pole, Bratislava | ŠK Slovan Bratislava  | 0:0 / 9:0                  | Dynamo Prag              |
| 01963/64 | 020.05.1964             | Stadion Jana Švermy, Brünn                             | Spartak Prag Sokolovo | 4:1                        | VSS Košice               |
| 01964/65 | 027.06.1965             | Letná-Stadion, Prag                                    | FK Dukla Prag         | 0:0 n. V., 5:3 i. E.       | ŠK Slovan Bratislava     |
| 01965/66 | 004.05.1966 001.06.1966 | Prešov Stadion Juliska, Prag                           | FK Dukla Prag         | 2:1 / 4:0                  | 1. FC Tatran Prešov      |
| 01966/67 | 021.06.1967 028.06.1967 | Stadion primátora Vacka, Prag , Trnava                 | FC Spartak Trnava     | 2:4 / 2:0                  | Sparta Prag              |
| 01967/68 | 005.06.1968 026.06.1968 | Stadion Juliska, Prag Tehelné pole, Bratislava         | ŠK Slovan Bratislava  | 0:1 / 2:0                  | Dukla Prag               |
| 01968/69 | 018.06.1969 023.06.1969 | Pardubice Stadion Juliska, Prag                        | FK Dukla Prag         | 1:1 / 1:0                  | VCHZ Pardubice           |
| 01969/70 | 029.07.1970 002.08.1970 | Tehelné pole, Bratislava Gottwaldov                    | TJ Gottwaldov         | 3:3 / 0:0, 4:3 i. E.       | ŠK Slovan Bratislava     |
| 01970/71 | 027.06.1971 030.06.1971 | Štruncovy sady, Pilsen , Trnava                        | FC Spartak Trnava     | 2:1 / 5:1                  | Škoda Pilsen             |
| 01971/72 | 001.08.1972 005.08.1972 | Tehelné pole, Bratislava Letná-Stadion, Prag           | Sparta Prag           | 0:1 / 4:3 n. V., 4:3 i. E. | ŠK Slovan Bratislava     |
| 01972/73 | 009.05.1973 030.05.1973 | Košice Stadion Bazaly, Ostrava                         | Baník Ostrava         | 1:2 / 3:1                  | VSS Košice               |
| 01973/74 | 021.06.1974 025.06.1974 | Stadion primátora Vacka, Prag Tehelné pole, Bratislava | ŠK Slovan Bratislava  | 0:1 / 1:0 n. V., 4:3 i. E. | Slavia Prag              |
| 01974/75 | 002.06.1975 018.06.1975 | Trnava Letná-Stadion, Prag                             | FC Spartak Trnava     | 3:1 / 1:0                  | Sparta Prag              |
| 01975/76 | 024.06.1976 027.06.1976 | Letná-Stadion, Prag Tehelné pole, Bratislava           | Sparta Prag           | 3:2 / 1:0                  | ŠK Slovan Bratislava     |
| 01976/77 | 009.05.1977             | Letná-Stadion, Prag                                    | Lokomotíva Košice     | 2:1                        | Sklo Union Teplice       |
| 01977/78 | 009.05.1978             | Tehelné pole, Bratislava                               | Baník Ostrava         | 1:0                        | Jednota Trenčín          |
| 01978/79 | 009.05.1979             | Letná-Stadion, Prag                                    | Lokomotíva Košice     | 2:1                        | Baník Ostrava            |
| 01979/80 | 007.05.1980             | Tehelné pole, Bratislava                               | Sparta Prag           | 2:0                        | ZŤS Košice               |
| 01980/81 | 006.05.1981             | Letná-Stadion, Prag                                    | Dukla Prag            | 0:0 n. V., 4:2 i. E.       | FK Dukla Banská Bystrica |
| 01981/82 | 008.05.1982             | Tehelné pole, Bratislava                               | ŠK Slovan Bratislava  | 4:1                        | FC Bohemians Prag        |
| 01982/83 | 015.06.1983             | Stadion Evžena Rošického, Prag                         | FK Dukla Prag         | 2:1                        | Slovan Bratislava        |
| 01983/84 | 024.05.1984             | Tehelné pole, Bratislava                               | Sparta Prag           | 4:2                        | FK Inter Bratislava      |
| 01984/85 | 023.06.1985             | Stadion Na Litavce, Příbram                            | FK Dukla Prag         | 3:2                        | Lokomotíva Košice        |
| 01985/86 | 022.06.1986             | Jelšava                                                | FC Spartak Trnava     | 1:1 n. V., 4:3 i. E.       | Sparta Prag              |
| 01986/87 | 021.06.1987             | Kopřivnice                                             | DAC Dunajská Streda   | 0:0 n. V., 3:2 i. E.       | Sparta Prag              |
| 01987/88 | 019.06.1988             | Ružomberok                                             | Sparta Prag           | 2:0                        | FK Inter Bratislava      |
| 01988/89 | 018.06.1989             | Stadion Ostroj Opava, Opava                            | Sparta Prag           | 3:0                        | ŠK Slovan Bratislava     |
| 01989/90 | 013.05.1990             | Prešov                                                 | FK Dukla Prag         | 1:1 n. V., 5:4 i. E.       | FK Inter Bratislava      |
| 01990/91 | 022.05.1991             | Frýdek-Místek                                          | Baník Ostrava         | 6:1                        | FC Spartak Trnava        |
| 01991/92 | 007.06.1992             | Trebišov                                               | Sparta Prag           | 2:1                        | 1. FC Tatran Prešov      |
| 01992/93 | 006.06.1993             | Poštorná                                               | 1. FC Košice          | 5:1                        | Sparta Prag              |

### Rangliste der Sieger
| Verein               | Siege | Jahr(e)                                         |
| -------------------- | ----- | ----------------------------------------------- |
| FK Dukla Prag        | 8     | 1961, 1965, 1966, 1969, 1981, 1983, 1985, 1990  |
| Sparta Prag          | 8     | 1964*, 1972, 1976, 1980, 1984, 1988, 1989, 1992 |
| ŠK Slovan Bratislava | 5     | 1962, 1963, 1968, 1974, 1982                    |
| FC Spartak Trnava    | 4     | 1967, 1971, 1975, 1986                          |
| Baník Ostrava        | 3     | 1973, 1978, 1991                                |
| Lokomotíva Košice    | 2     | 1977, 1979                                      |
| DAC Dunajská Streda  | 1     | 1987                                            |
| 1. FC Košice         | 1     | 1993                                            |
| TJ Gottwaldov        | 1     | 1970                                            |

* als Spartak Prag Sokolovo